# Ferenc Örsi
 Ferenc Örsi (17. dubna 1927, Barcs – 13. srpna 1994, Budapešť) byl maďarský prozaik a dramatik.

## Život
Narodil se roku 1927 ve městě Barcs, gymnázium vystudoval v Pécsi (Pětikostelí). Po skončení druhé světové války vystudoval právo, doktorát získal roku 1950. Nejprve pracoval jako účetní a technický náměstek, od roku 1954 působil jako redaktor v rozhlase v Pécsi a od roku 1957 jako asistent režie a dramaturg v maďarském Národním divadle. V letech 1963–1968 pracoval jako televizní redaktor. Publikovat začal roku 1948, své nejslavnější dílo, dobrodružný historický román z doby Rákocziho povstání proti Habsburkům, A Tenkes kapitánya (Kapitán Tenkes) vydal roku 1967. Jeho dramata byla ucedena na domácích i zahraničních scénách. Roku 1984 obdržel Cenu Attily Józsefa. Zemřel roku 1994 v Budapešti.

## Dílo
- Testvértüzek (1955)
- Aranylakodalom(1957, Zlatá svatba), román.
- A kapitány (1959, Kapitán), divadelní hra.
- Kilóg a lóláb (1960).
- Fekete ventillátor (1960, Černý ventilátor), divadelní hra.
- Az utolsó pillanat (1960, Poslední v teřina), divadelní hra.
- A pékinas lámpása (1961), divadelní hra.
- Kincses Baranya (1963).
- Láthatatlan kérelem (1963, Neviditelná láska), divadelní hra.
- Színház rivalda nélkül (1965), divadelní hra.
- A Tenkes kapitánya (1967, Kapitán Tenkes), dobrodružný historický román z doby Rákocziho povstání proti Habsburkům na počátku 18. století.
- Zrínyi (1973), televizní hra.
- Zöld notesz (1983), román.
- A Bujdosó-zátony foglyai (1988), román.
- Szerelmes hírszerzők (1990).
- Jus ultimae noctis, avagy egy este a siklósi várban (1992).

## Filmové adaptace
- A pékinas lámpása (1961), maďarský televizní film, režie Félix Máriássy.
- A Tenkes kapitánya (1963–1964, Kapitán Tenkes), maďarský televizní seriál, režie Tamás Fejér.
- A Tenkes kapitánya (1965, Kapitán Tenkes), maďarský film, režie Tamás Fejér.
- Akcia epej (1965), jugoslávský televizní film, režie Éva Zsurzsová.
- Princ, a katona (1966–1967, Princ, voják), maďarský televizní seriál, režie Tamás Fejér.
- Zrínyi (1973), maďarský televizní film.

## Česká vydání
- Černý ventilátor, Dilia, Praha 1960, přeložila Markéta Donáthová.
- Poslední vteřina, Dilia, Praha 1961, přeložila Markéta Donáthová.
- Kapitán Tenkes, Albatros, Praha 1977, přeložil Milan Navrátil.